# Plotîna, Stanîcino-Luhanske
Plotîna (în ucraineană Плотина) este un sat în comuna Nîjnea Vilhova din raionul Stanîcino-Luhanske, regiunea Luhansk, Ucraina.

## Demografie
Componența lingvistică a localității Plotîna
     Rusă (93,06%)
     Ucraineană (5,89%)
     Alte limbi (0,26%)
Conform recensământului din 2001, majoritatea populației localității Plotîna era vorbitoare de rusă (93,06%), existând în minoritate și vorbitori de ucraineană (5,89%).